# Graffenrieda fruticosa
Graffenrieda fruticosa är en tvåhjärtbladig växtart som beskrevs av John Julius Wurdack. Graffenrieda fruticosa ingår i släktet Graffenrieda och familjen Melastomataceae. Inga underarter finns listade i Catalogue of Life.